# Fu-Te Ni
Fu-Te Ni, né le 14 novembre 1982 à Pingtung (Taïwan), est un joueur taïwanais de baseball. Il évolue en 2013-2014 pour l'Adelaide Bite en Ligue australienne de baseball et est sous contrat avec les Dodgers de Los Angeles de la Ligue majeure de baseball. Il évolue en Ligue majeure en 2009 et 2010 avec les Tigers de Détroit.

## Carrière

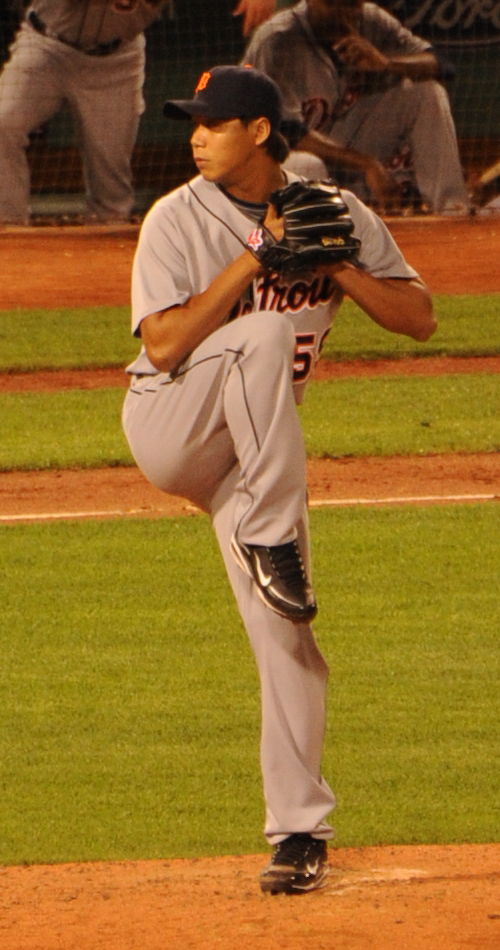
Fu-Te Ni en 2009 avec les Tigers de Détroit.

Fu-Te Ni évolue de 2007 à 2008 pour le club taïwanais de Chinatrust Whales. Les Whales cessent leurs activités à la fin de la saison 2008, libérant tous leurs joueurs. Fu-Te Ni opte alors pour un contrat de Ligues mineures dans l'organisation des Tigers de Détroit.
Il fait ses débuts en Ligue majeure le 29 juin 2009. En 2009, il effectue 36 sorties au monticule comme lanceur de relève des Tigers et présente une moyenne de points mérités de 2,61 en 31 manches lancées. En 2010, il lance 23 manches en 22 parties pour Détroit et, malgré 22 retraits sur des prises, il accorde 23 buts-sur-balles et affiche une moyenne de points mérités élevée de 6,65. Il subit la défaite à sa seule décision. En 2010 et 2011, Fu-Te Ni ne joue qu'en ligues mineures avec le club-école des Tigers à Toledo dans la Ligue internationale.
En 2013-2014, il rejoint l'Adelaide Bite en Ligue australienne de baseball. Le 13 décembre 2013, il est mis sous contrat par les Dodgers de Los Angeles de la Ligue majeure de baseball.

### International
International taïwanais, il participe avec l'équipe de Taïwan aux Jeux olympiques d'été de 2008 à Pékin puis à la Classique mondiale de baseball 2009.

## Statistiques
| Saison | Équipe  | G  | GS | CG | SHO | V | D | SV | IP   | SO | ERA  |
| ------ | ------- | -- | -- | -- | --- | - | - | -- | ---- | -- | ---- |
| 2009   | Détroit | 36 | 0  | 0  | 0   | 0 | 0 | 0  | 31.0 | 21 | 2,61 |
| 2010   | Détroit | 22 | 0  | 0  | 0   | 0 | 1 | 0  | 23.0 | 22 | 6,65 |
| Totaux | Totaux  | 58 | 0  | 0  | 0   | 0 | 1 | 0  | 54.0 | 43 | 4,33 |

Note: G = Matches joués ; GS = Matches comme lanceur partant ; CG = Matches complets ; SHO = Blanchissages ; 
V = Victoires ; D = Défaites ; SV = Sauvetages ; IP = Manches lancées ; SO = retraits sur des prises ; ERA = Moyenne de points mérités.